# Gerónimo Giménez
Pour les articles homonymes, voir Bellido.
Œuvres principales
La tempranica
La boda de Luis Alonso
Gerónimo Giménez y Bellido (né à Séville, le 10 octobre 1854 et mort à Madrid le 19 février 1923), est un compositeur et chef d'orchestre espagnol. Il s'est essentiellement consacré à la composition de zarzuelas, tels que La tempranica et La boda de Luis Alonso.

## Biographie
Il apprend la musique avec son père, puis à Cadix, avec Salvador Viniegra.
Enfant prodige, il est à 12 ans, premier violon au teatro principal de Cadix. À 17 ans, il dirige une compagnie d'opéra et de zarzuela, débutant comme directeur à Gibraltar avec l'opéra Safo de Giovanni Pacini.
Boursier au Conservatoire national de musique et de déclamation, il y étudie à partir de juin 1874, le violon avec Delphin Alard et la composition avec Ambroise Thomas. Il reçoit le premier prix d'harmonie et de contrepoint. Il voyage ensuite en Italie et revient en Espagne, en s'installant à Madrid. En 1885, il est nommé directeur du Teatro Apolo et peu de temps après directeur du Teatro de la Zarzuela.
Ruperto Chapí lui commande l'ouverture de ses zarzuelas El Milagro de la Virgen et La bruja. Il est alors nommé à la tête de la Sociedad de Conciertos de Madrid, qu'il dirige pendant 12 ans. À ce poste, il contribue à développer le goût des Madrilènes pour la musique philharmonique. Carlos Gómez Amat apporte le témoignage suivant : « Ceux qui l'ont vu diriger nous ont transmis le souvenir de quelques exécutions d'une grande force et d'un grand enthousiasme. […] Grâce à une gestuelle imperceptible, il obtenait ce qui voulait de l'orchestre. »
Compositeur prolifique, il collabore également avec les meilleurs auteurs de saynètes de l'époque : Ricardo de la Vega, Carlos Arniches, Serafín, Joaquín Álvarez Quintero et Javier de Burgos. Il crée quelques œuvres avec Amadeu Vives, qui le qualifie de « musicien de l'élégance », pour son sens rythmique et ses mélodies faciles.
En 1896, il écrit El mundo comedia es ou El baile de Luis Alonso sur un texte de Javier de Burgos. À la suite du succès de cette création, il met en musique une autre saynète du même auteur avec les mêmes personnages, qui est devenu l'un de ses œuvres les plus célèbres : La boda de Luis Alonso (un arrangement orchestral des Souvenirs d'Andalousie, de Louis Moreau Gottschalk) ou La noche del encierro (1897). Ce second opus, qui a connu un plus grand succès que le premier, n'est pas une suite mais un événement antérieur.
La Tempranica est peut-être son œuvre la plus ambitieuse et aboutie. Présentée au Théâtre de la Zarzuela le 19 septembre 1900, elle est composée sur le texte de Julian Romea. Giménez parvient à combiner habilement des moments d'un lyrisme intense et d'autres dans lesquels explose l'élément populaire, ce qui en fait, selon les mots de Gómez Amat « une zarzuela avec toutes les qualités du genre et sans aucun de ses défauts ». On a souvent mis en évidence l'influence de Giménez dans les compositions de Manuel de Falla, Joaquín Turina et autres compositeurs espagnols postérieurs. Les correspondances stylistiques entre certains moments de La Tempranica et l'opéra de Manuel de Falla, La Vida breve, semblent évidentes à tout mélomane. Federico Moreno Torroba l'a adapté en opéra, en mettant en musique les parties parlées. Joaquin Rodrigo a composé en 1939 un hommage à cette zarzuela : Homenaje a La Tempranica, avec une partie soliste de castagnettes.
À la fin de sa vie, il se trouve dans la précarité économique, aggravée par le refus d'un poste de professeur de musique de chambre par le Conservatoire de Madrid. Il meurt à Madrid le 19 février 1923.

## Œuvres
- 1878 Las niñas desenvueltas, zarzuela, 1 acte - livret: Enrique Arango y Alarcón (en collaboration avec Ruperto Chapí)
- 1885 El vermouth de Nicomedes, zarzuela, 1 acte - livret: Vicente García Valero
- 1886 A mata caballo, zarzuela, 1 acte - livret : Vicente García Valero
- 1887 Caballeros en plaza, pasillo cómico-lírico, 1 acte - livret: Fiacro Yrayzoz
- 1887 ¡Ya soy propietario!, zarzuela, 1 acte - livret : Eduardo Navarro Gonzalvo
- 1887 El esclavo, zarzuela, 1 acte - livret : Enrique Prieto et Joaquín Barberá
- 1888 Escuela modelo, zarzuela
- 1889 La tiple, zarzuela
- 1890 Tannhauser el estanquero, zarzuela, 1 acte - livret: Eduardo Navarro Gonzalvo
- 1890 La república de Chamba, zarzuela, 1 acte - livret: Sinesio Delgado
- 1890 Tannhauser cesante, zarzuela, 1 acte - livret: Eduardo Navarro Gonzalvo
- 1890 Trafalgar, zarzuela, 2 actes - livret: Javier de Burgos
- 1891 ¡Pero cómo está Madrid!, zarzuela
- 1892 La cencerrada, zarzuela, 1 acte - livret: Guillermo Perrín et Miguel de Palacios
- 1892 El hijo de su excelencia, zarzuela, 1 acte - livret: L. Larra et M. Gullón
- 1892 La madre del cordero, zarzuela, 1 acte - livret: Fiacro Yrayzoz
- 1892 El ventorrillo del Chato, zarzuela
- 1893 Candidita, zarzuela, 1 acte - livret: Javier de Burgos
- 1893 La mujer del molinero, zarzuela, 1 acte - livret: Fiacro Yrayzoz
- 1893 Los voluntarios, zarzuela, 1 acte - livret: Fiacro Yrayzoz
- 1894 Viento en popa, zarzuela, 1 acte - livret: Fiacro Yrayzoz
- 1895 La sobrina del sacristán, zarzuela
- 1895 De vuelta del vivero, madrilenya, 1 acte - livret: Fiacro Yrayzoz
- 1896 Las mujeres, sainete lírico - livret: Javier de Burgos
- 1896 El mundo comedia es, o El baile de Luis Alonso, zarzuela, 1 acte - livret: Javier de Burgos
- 1897 Aquí va a haber algo gordo, o La casa de los escándalos, saynète lyrique - livret: Ricardo de la Vega
- 1897 La boda de Luis Alonso, o La noche del encierro, zarzuela, 1 acte - livret: Javier de Burgos et Manuel López-Quiroga y Miquel
- 1897 La guardia amarilla, zarzuela, 1 acte - livret: Carlos Arniches et Celso Lucio
- 1899 Amor engendra desdichas, o El guapo y el feo y verduleras honradas, zarzuela - livret: Ricardo de la Vega
- 1899 Los borrachos, zarzuela, 1 acte - livret: Serafín Alvarez Quintero et Joaquín Álvarez Quintero
- 1899 La familia de Sicur, saynète lirique, 1 acte - livret: Javier de Burgos
- 1900 La noche de La tempestad, zarzuela, 1 acte - livret: Fiacro Yrayzoz
- 1900 Joshé Martín, el tamborilero, zarzuela, 1 acte - livret: Fiacro Yrayzoz
- 1900 La tempranica, zarzuela, 1 acte - livret: Julián Romea
- 1901 El barbero de Sevilla, zarzuela, 1 acte - livret: Guillermo Perrín et Miguel de Palacios (avec la collaboration de: Manuel Nieto (1844-1915))
- 1901 Correo interior,zarzuela - (avec la collaboration de Manuel Nieto et Guillermo Cereceda (1844-1919))
- 1901 Enseñanza libre, apropósito-cómico, 1 acte - livret: Guillermo Perrín et Miguel de Palacios
- 1901 Los timplaos, zarzuela, 1 acte - livret: E. Blasco et Carlos Fernández Shaw
- 1902 Maria del Pilar, zarzuela, 3 actes - livret: Francisco Flores et Gabriel Briones
- 1902 El morrongo, zarzuela
- 1902 La torre del oro, zarzuela, 1 acte - livret: Guillermo Perrín et Miguel de Palacios
- 1903 La camarona, zarzuela, 1 acte - livret: Guillermo Perrín et Miguel de Palacios
- 1903 El general, zarzuela, 1 acte - livret: Guillermo Perrín et Miguel de Palacios
- 1903 La morenita, zarzuela, 1 acte - livret: Guillermo Perrín et Miguel de Palacios
- 1903 La visión de Fray Martín, zarzuela
- 1904 Cuadros al fresco, zarzuela
- 1904 El húsar de la guardia, zarzuela, 1 acte - livret: Guillermo Perrín et Miguel de Palacios (avec la collaboration de Amadeu Vives (1871-1932))
- 1904 Los pícaros celas, sainete lírico, 1 acte - livret: Carlos Arniches et Carlos Fernández Shaw
- 1904 La sequía, zarzuela
- 1905 El amigo del alma, humorada lírica, 1 acte - livret: J. Torres et C. Cruselles (avec la collaboration de Amadeu Vives)
- 1905 El arte de ser bonita, pasatemps líric - livret: I. Paso et J. Prieto, avec la collaboration de Amadeu Vives
- 1905 Cascabel, zarzuela
- 1905 Las granadinas, zarzuela, avec la collaboration de Amadeu Vives
- 1905 Los guapos, zarzuela
- 1905 ¡Libertad!, zarzuela, 3 actes - livret: Guillermo Perrín et Miguel de Palacios, avec la collaboration de Amadeu Vives
- 1906 El diablo verde, zarzuela avec la collaboration de Amadeu Vives
- 1906 La gatita blanca, humorada lírica, 1 acte - livret: José Jackson Veyán et Jacinto Capella, avec la collaboration de Amadeu Vives
- 1906 El golpe de estado, opereta, 1 acte - livret: Atanasio Melantuche et Santiago Oria, avec la collaboration de Amadeu Vives
- 1906 El guante amarillo, zarzuela, 1 acte - livret: José Jackson Veyán et Jacinto Capella, avec la collaboration de Amadeu Vives
- 1906 La Machaquito, zarzuela, 1 acte - livret: Larra et Jacinto Capella, avec la collaboration de Amadeu Vives
- 1906 La marcha real, zarzuela - avec la collaboration de Amadeu Vives
- 1906 La venta de la alegría, zarzuela
- 1907 La antorcha del himeneo, zarzuela
- 1907 Cinematógrafo nacional, revue comico-lirique, 1 acte - livret: Guillermo Perrín et Miguel de Palacios
- 1907 El príncipe real, zarzuela
- 1908 A.B.C., Fantaisie comico-lirique à grand spectacle, 1 acte - livret: Guillermo Perrín i Miguel de Palacios
- 1908 La dos rivales, zarzuela
- 1908 La eterna revista, zarzuela, 1 acte - livret: Ramón Asensio Mas et Jacinto Capella (avec la collaboration de Ruperto Chapí)
- 1908 El grito de independencia, zarzuela
- 1908 La leyenda mora, zarzuela
- 1908 El trust de las mujeres, zarzuela
- 1909 Las mil y pico de noches, zarzuela, 1 acte - livret: Guillermo Perrín et Miguel de Palacios
- 1909 El patinillo, zarzuela, 1 acte - livret: Serafín Alvarez Quintero et Joaquín Alvarez Quintero
- 1909 Pepe el liberal, saynète lirique, 1 acte - livret: Guillermo Perrín et Miguel de Palacios
- 1911 Los juglares, poème scénique, 2 actes - livret: Carlos Fernández Shaw et Ramón Asensio Mas
- 1911 Lirio entre espinas, zarzuela
- 1911 La suerte de Isabelita, zarzuela, 1 acte - livret: M. Sierra
- 1911 Los viajes de Gulliver, zarzuela, 3 actes - livret: Antonio Paso et Joaquín Abati, avec la collaboration de Amadeu Vives
- 1912 Los ángeles mandan, zarzuela
- 1912 El coche del diablo, zarzuela
- 1912 El cuento del dragón, zarzuela, 1 acte - livret: Juan Pont et Luis Linares Becerra
- 1912 Las hijas de Venus, zarzuela
- 1912 Los hombres que son hombres, saynète, 2 actes - livret: J. Moyrón
- 1913 Ovación y oreja, zarzuela
- 1913 El príncipe Pío, zarzuela
- 1914 El gran simulacro, zarzuela
- 1914 Malagueñas, zarzuela, 1 acte - livret: Gonzalo Cantó et Rafael Santa Ana
- 1914 El ojo de gallo, zarzuela
- 1915 Las castañuelas, zarzuela, 1 acte - livret: Guillermo Perrín y Miguel de Palacios
- 1915 Cine fantomas, zarzuela
- 1915 La pandereta, zarzuela
- 1915 La última, opereta
- 1915 Ysidrin, o Las cuarenta y nueve provincias, zarzuela
- 1916 La embajadora, sarsuela, 3 actes - livret: Antonio Fernández Lepina et Ricardo Gonzáles de Toro
- 1916 La Eva ideal, zarzuela
- 1916 La guitarra del amor, zarzuela - avec la collaboration de Tomás Bretón
- 1917 La costilla de Adán, fantaisie comico-lirique, 1 acte - livret: Julián Moyron et Ricardo Gonzáles de Toro
- 1917 Esta noche es nochebuena, zarzuela
- 1917 El Zorro, zarzuela
- 1918 Abejas y zánganos, humorada cómico-lírica, 1 acte - livret: José Ramos Martín et Emilio Ferraz Revenga
- 1918 La bella persa, zarzuela
- 1918 Tras Tristán, zarzuela, 1 acte - livret: José Ramos Martín
- 1919 La España de la alegría, zarzuela
- 1919 El gran Olavide, zarzuela
- 1919 Soleares, zarzuela, 1 acte - livret: José Ramos Martín
- 1920 La cortesana de Omán, zarzuela
- 1920 Ardid de guerra, zarzuela
- 1920 El estudiante de maravillas, zarzuela
- 1920 Las figuras de cera, zarzuela
- 1920 Los húngaros, zarzuela
- 1920 Panorama nacional, zarzuela
- 1920 Peluquero de señoras, zarzuela
- 1920 La puerta del infierno, zarzuela
- 1920 Un viaje de los demonios, zarzuela

### Musique de chambre
- Tres cadències per al concert per a violí i orquestra de Ludwig van Beethoven, per a violí

## Discographie sélective (au 28/02/2025)
- La Boda de Luis Alonso + El Baile de Luis Alonso : Ines Rivadeneira, Teresa Berganza, Carlos Munguia, Coro Cantores de Madrid, Orquesta Sinfonica de Madrid, direction Ataulfo Argenta (enregistré vers 1958 / 1 CD ALHAMBRA)
- La Tempranica : Teresa Berganza, Manuel Ausensi, Rosita Montesinos, Maria Dolores Garcia, Elena Sansinenea, Roque Montoya "Jarrito", Juan del Campo, José Maria Maiza, Nicolas Aldanondo, Juan de Andia, Julio Uribe, Coro de Camara del Orfeon Donostiarra, director : Juan Gorostidi, Gran Orquesta Sinfonica (?), dirigé par Rafaël Frühbeck de Burgos (date d'enregistrement non précisée / 1 CD NOVOSON)
- El Barbero de Sevilla : Conchita Dominguez, Mari Carmen Ramirez, Luis Villarejo, Selica Perez Carpio, Rafael Lopez Somoza, Miguel Ligero, José Maria Seoane, Gran Orquesta Sinfonica (?), direction Benito Lauret (date d'enregistrement non précisée / 1 CD NOVOSON)
- El Husar de la Guardia (en collaboration avec Amadeo Vives) : Pilar Lorengar, Dolores Cava, Gerardo Monreal, Manuel Ausensi, Vicente Larrea, José Luis Cancela, Gregorio Gil, Pedro Lavirgen, Anita Fernandez, Coros Cantores de Madrid, Gran Orquesta Sinfonica (?), direction Nicasio Tejada (date d'enregistrement non précisée / 1 CD NOVOSON)
- extraits de : El Baile de Luis Alonso, Soleares, La Tempranica, Los Borrachos, La Boda de Luis Alonso, Ensenanza libre : Teresa Berganza, José Carreras, English Chamber Orchestra, direction Enrique Garcia Asensio (enregistrements de 1975 à 1977 / extraits de 3 CD BRILLIANT "Zarzuela Festival", avec de nombreux compléments de zarzuelistes divers)
- extraits de : El Baile de Luis Alonso (intermède), La Boda de Luis Alonso (intermède), La Tempranica (Cancion de Tempranica) : Angeles Chamorro, Solistes, Chœurs et Orchestre symphonique de la RTV Espagnole, direction Igor Markevitch (enregistré en 1967 / 1 CD PHILIPS "Antologia de la Zarzuela", compléments : zarzuelistes divers)
- extraits de : El Baile de Luis Alonso (intermède), La Boda de Luis Alonso (intermède) : Comunidad de Madrid Orchestra & Chorus, direction Miguel Roa (enregistré en 1999 / 1 CD NAXOS, compléments : zarzuelistes divers)